# Arne Braun (Staatssekretär)

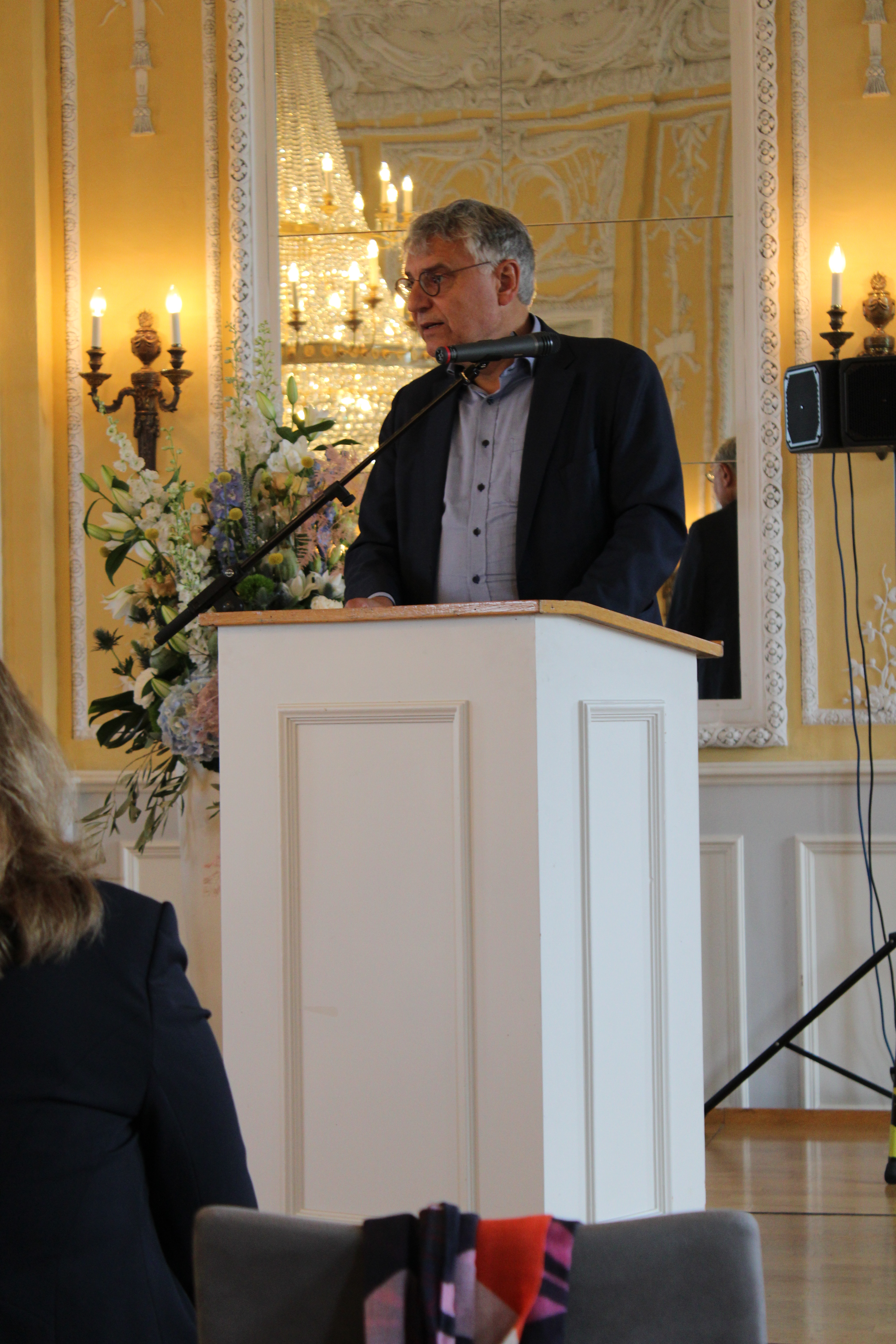
Arne Braun, 2024

Arne Braun (* 11. Mai 1965 in Eschweiler) ist ein deutscher Journalist und politischer Beamter (Bündnis 90/Die Grünen). Er ist seit September 2022 Staatssekretär im Ministerium für Wissenschaft, Forschung und Kunst Baden-Württemberg. Zuvor war er von Mai 2021 bis September 2022 Regierungssprecher der Landesregierung von Baden-Württemberg.

## Leben und Wirken
Braun besuchte von 1975 bis 1984 das Städtische Gymnasium Eschweiler und studierte von 1984 bis 1989 Germanistik und Politische Wissenschaften an der RWTH Aachen, ohne jedoch einen Abschluss zu erreichen. Ende der 1980er Jahre war er freier Mitarbeiter bei den Eschweiler Nachrichten und bei der Stadtzeitung für Aachen Klenkes. Sein Volontariat absolvierte er von 1991 bis 1992 beim Stadtmagazin PRINZ Stuttgart.
1992 war er als freier Mitarbeiter für den Bayerischen Rundfunk tätig. Seit 1999 moderiert Braun beim Freien Radio für Stuttgart die Sendung Radio Harakiri. Von 1992 bis 2007 stand er als Chefredakteur dem Stuttgarter Stadtmagazin LIFT vor und entwickelte und begleitete in dieser Zeit die Lange Nacht der Museen sowie die Stuttgarter Kulturnacht (später Stuttgartnacht) mit.
Braun war von 2007 bis 2011 parlamentarischer Berater für Kunst, Kultur und Sport, betreute den Online-Auftritt und wirkte in der Pressestelle der Fraktion Grüne im Landtag Baden-Württemberg. Mit der Wahl von Winfried Kretschmann zum Ministerpräsidenten 2011 wechselte Braun als stellvertretender Regierungssprecher ins Staatsministerium. Außerdem entwickelt er seit 2013 das Kulturprogramm im Park des Regierungssitzes Villa Reitzenstein und zeichnet dafür verantwortlich. Ab Mai 2021 war er als Nachfolger von Rudi Hoogvliet Regierungssprecher der Landesregierung von Baden-Württemberg. Dieses Amt legte er im Zuge seiner Ernennung zum Staatssekretär im September 2022 nieder. Im Amt des Sprechers der Landesregierung folgte ihm Matthias Gauger nach.
Am 28. September 2022 wurde er als Nachfolger von Petra Olschowski, die das Ministeramt antrat, zum Staatssekretär des Ministeriums für Wissenschaft, Forschung und Kunst des Landes Baden-Württemberg ernannt.
Braun ist Mitglied der Partei Bündnis 90/Die Grünen.

## Sonstiges
1982 war Braun Mitarbeiter beim Post Punk-Fanzine Purer Spaß (Hrsg./Red. Klaus Wittmann) und im gleichen Jahr Mitbegründer und Redakteur der freien Eschweiler Stadtzeitung Ringelpietz. Braun war Mitglied der Eschweiler Bands Neue Combo und Applebags sowie Mitbegründer des politisch-satirischen Mensch-Ärgere-Dich-Nicht-Vereins Eschweiler. Außerdem veranstaltete er 1983 den 1. Eschweiler Presseball.

## Veröffentlichungen
- als Hrsg.: Stuttgarter Promis. Who is who in der Schwabenmetropole? Bleicher, Gerlingen 1999, ISBN 3-88350-328-2.
- mit Kurt Weidemann, Heike Schiller: Kurt Weidemann. Biographische Gespräche mit Heike Schiller und Arne Braun. Hrsg.: Markus Merz, merz&solitude (Merz Akademie), Stuttgart 2008, ISBN 978-3-937982-19-9.